# Enypniastes
Enypniastes é um gênero de pepino-do-mar de águas profundas. É monotípico, sendo representado pela única espécie Enypniastes eximia.

## Descrição

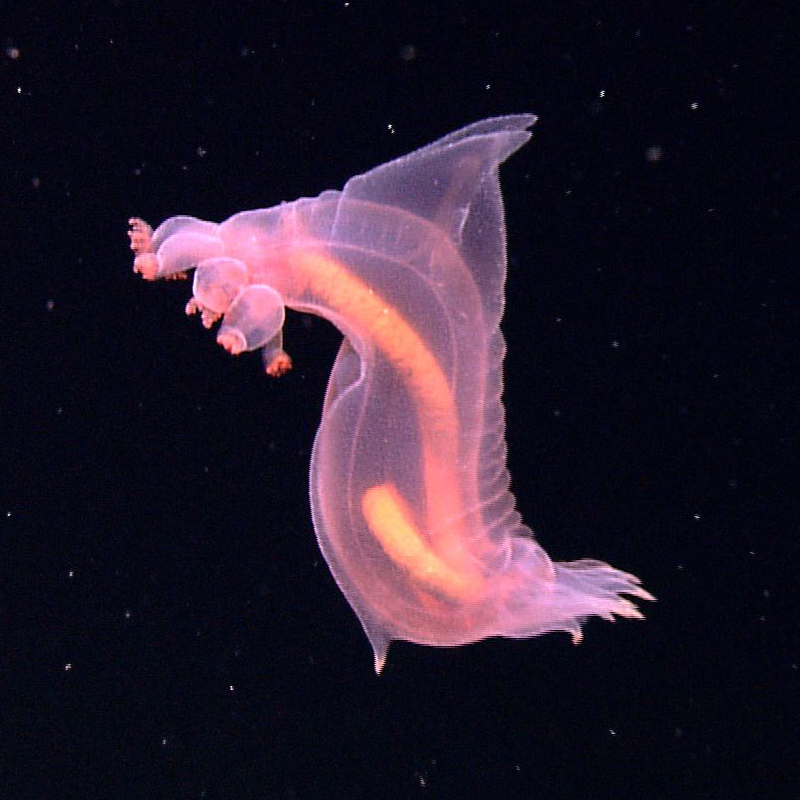
Enypniastes sp. mostrando bioluminescência a uma profundidade de 3 200 metros

As espécies desse gênero desenvolveram estruturas semelhantes a nadadeiras com membranas na frente e atrás de seus corpos, o que lhes permite nadar na superfície do fundo do mar e viajar até 1 000 metros na coluna de água. Acredita-se que isso ajude os animais a se deslocarem para novas áreas de alimentação e evitarem predadores.
O pepino-do-mar varia em tamanho de 11 a 25 centímetros. Sua característica mais distinta é a coloração, que é ditada pelo tamanho: os pequenos Enypniastes são de uma cor rosa brilhante e os indivíduos maiores são de uma cor marrom-avermelhada. Também é semitransparente e seu intestino pode ser visto através do corpo, principalmente após a alimentação. Os Enypniastes têm corpo redondo e bulboso, tentáculos bifurcados e uma grande barbatana dianteira. Eles também podem ser bioluminescentes.

## Distribuição e habitat
Os Enypniastes podem ser encontrados principalmente na zona bentônica do oceano. Eles podem ser encontrados em todo o mundo, em muitas regiões diferentes. Eles passam a maior parte do tempo na coluna de água, pousando no fundo do mar apenas para comer.
A primeira observação nas águas do Oceano Austral ocorreu em outubro de 2018, quando uma equipe do Departamento de Meio Ambiente e Energia da Austrália capturou uma imagem de E. eximia em uma câmera que havia sido implantada em mares próximos à Antártica Oriental.

## Alimentação
Os Enypniastes se alimentam principalmente de sedimentos bentônicos. Eles se alimentam empurrando a comida para a boca com os tentáculos. Alimentam-se muito rapidamente, permanecendo no fundo do mar por no máximo sessenta e quatro segundos. Como esse é o tempo suficiente para se alimentar completamente, os Enypniastes se alimentam episodicamente.

## Movimento
Os Enypniastes se movem usando alguns métodos. O primeiro é que eles movem sua barbatana dianteira em um movimento de remo. O segundo é que, quando há uma corrente, o organismo usa seus tentáculos para se puxar na direção da corrente. Eles também se movem usando um movimento de empurrar com seus tentáculos.